# 通用熱源

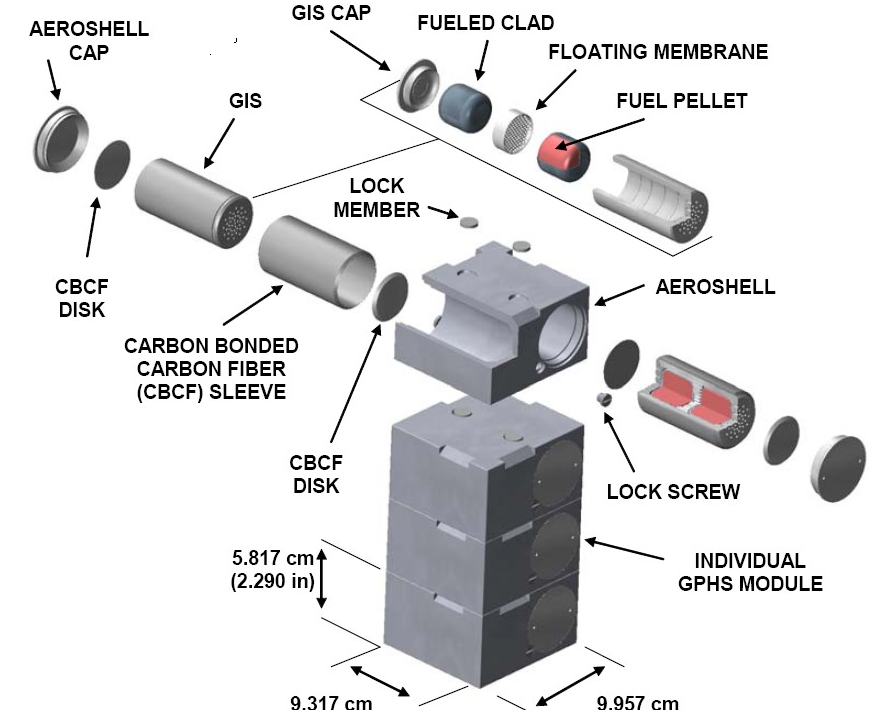
通用熱源模組的分解圖。

通用熱源（GPHS, General Purpose Heat Source）是模組化的放射性熱源，使用於許多太空任務裡。

## 規格
通用熱源內裝有鈽238。每個模組在剛製造完時都超過攝氏600度並散發250瓦的熱量。
每個模組長約9.95公分，寬約9.32公分，高約5.82公分並重約1.44公斤。

## 安全性
通用熱源使用包有銥外殼的鈽238燃料球。所有的α射線都會被被外殼擋住，所以不需要使用其他的遮蔽物。燃料球會再被多層的碳纖維包住，最後是外層的模組殼。
通用熱源的設計讓它能承受極端環境，例如發射火箭爆炸，或是進入大氣層的情況。

## 使用
通用熱源用於通用熱源熱電機（GPHS-RTG）、多工熱電機（MMRTG）、及先進史特靈熱電機（英語：Advanced Stirling Radioisotope Generator，ASRG）。

## 組裝

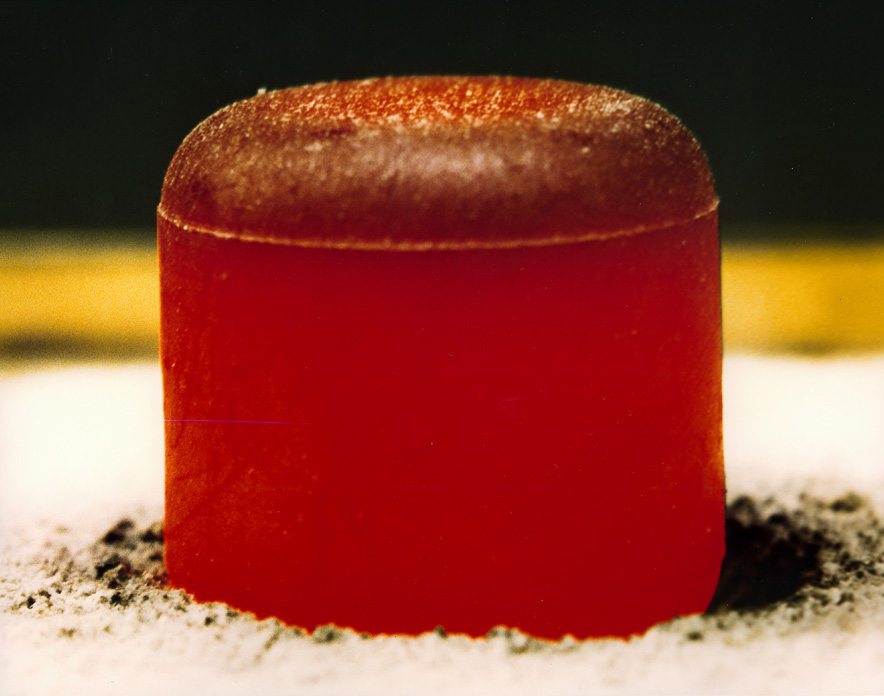
模組總成。